# جاکوو
جاکُوو (به کرواتی: Đakovo) شهری در اوسیک-بارانیا کشور کرواسی است که جمعیت آن در سال ۲۰۱۱ میلادی ۲۷٬۲۲۷ نفر بوده‌است.